# Nintendo
Nintendo Company Limited (任天堂株式会社, Nintendō Kabushiki-gaisha) (TYO 7974 FWB NTO) és una empresa de videojocs multinacional fundada el 1889 per Fusajiro Yamauchi com empresa fabricant de cartes per produir hanafuda ("baralla de la flor"). Actualment es dedica a la producció de programari i maquinari per videojocs. Les oficines centrals de l'empresa es troben en Kioto, Japó i és presidida per en Shuntaro Furukawa. Amb el temps, s'ha convertit en una companyia de videojocs, creixent fins a ser la més poderosa de la indústria. A més d'això, Nintendo va ser, entre el 1992 i el 2016, el major propietari dels Seattle Mariners, una Lliga Major de l'equip de beisbol a Seattle, Washington. El 2018, Shuntaro Furukawa va substituir Tatsumi Kimishima com a president de l'empresa, En agost de 2020 Nintendo va ser reconeguda com la companyia més rica del Japó.
Nintendo té la distinció de ser històricament la companyia més antiga i amb més durada en la indústria dels videojocs, a més de ser la més gran i coneguda, com també és l'entitat més dominant en el mercat de les consoles. A data de 31 d'octubre de 2014, Nintendo ha acumulat vendes de més de 670.43 milions de maquinari i 4.23 mil milions de programari. La companyia ha creat i publicat algunes de les més conegudes i rebudes franquícies de videojocs, com Mario, The Legend of Zelda i Pokémon.

## Significat de la paraula
Nintendo, la seva traducció del japonès seria:
NIN - responsabilitat, deure. TEN - El Cel o els cels. DŌ - Temple, saló.
S'entén per "confia en el que digui el cel", "allò que el cel mani", "deixar la sort al cel" o "a les mans del cel".

## Història

### Cartes, joguines i inicis a l'electrònica
Nintendo es remunta a més de 125 anys d'antiguitat. En aquells temps fabricaven a mà baralles de cartes japoneses anomenades hanafuda.
El 1950, Hiroshi Yamauchi, net de Fusajiro Yamauchi i futur president de Nintendo, va fer un tracte amb Disney per produir cartes de joc amb els seus personatges (aleshores Nintendo començava a produir cartes occidentals a més de hanafuda).
En els seus inicis era clara que Nintendo es concentrava en productes de lleure. Les cartes de Disney varen vendre milions d'exemplars, i atorgaren a Nintendo prou guanys per a invertir en nous negocis, en particular el de les joguines.
Cap a final de la dècada de 1970, Nintendo havia començat a cedir terreny en el mercat de les joguines electròniques davant fabricants com Bandai, de manera que varen respondre amb la ray gun, que permetia disparar a objectes. La primera aventura de Nintendo quant a consoles de sobretaula va ser la Color-TV Game, estrenades al Japó el 1977.
En els 80 comencen a vendre la sèrie Nintendo Game & Watch (màquines amb pantalles LCD primitives i amb només un joc cadascuna); aquestes varen ser creades pel visionari Gunpei Yokoi, juntament amb una sèrie de jocs arcade. Aquestes petites consoles varen ser les responsables de la invenció del pad (anomenat vulgarment en català com "creu", "creueta" o "palanca"), el qual s'imposà en la major part dels controls i que era ideal pel control de jocs en 2 dimensions. Foren les pioneres de les actuals consoles portàtils, però varen quedar en l'oblit i actualment només poden aconseguir-se en cases de subhastes com preciats articles per a col·leccionistes.
El 1980, Minoru Arakawa crea Nintendo of America i en els anys següents el jove Shigeru Miyamoto, creà les franquícies més famoses de tota la història dels videojocs: Mario, Donkey Kong, The Legend of Zelda, etc.

### Famicom/NES

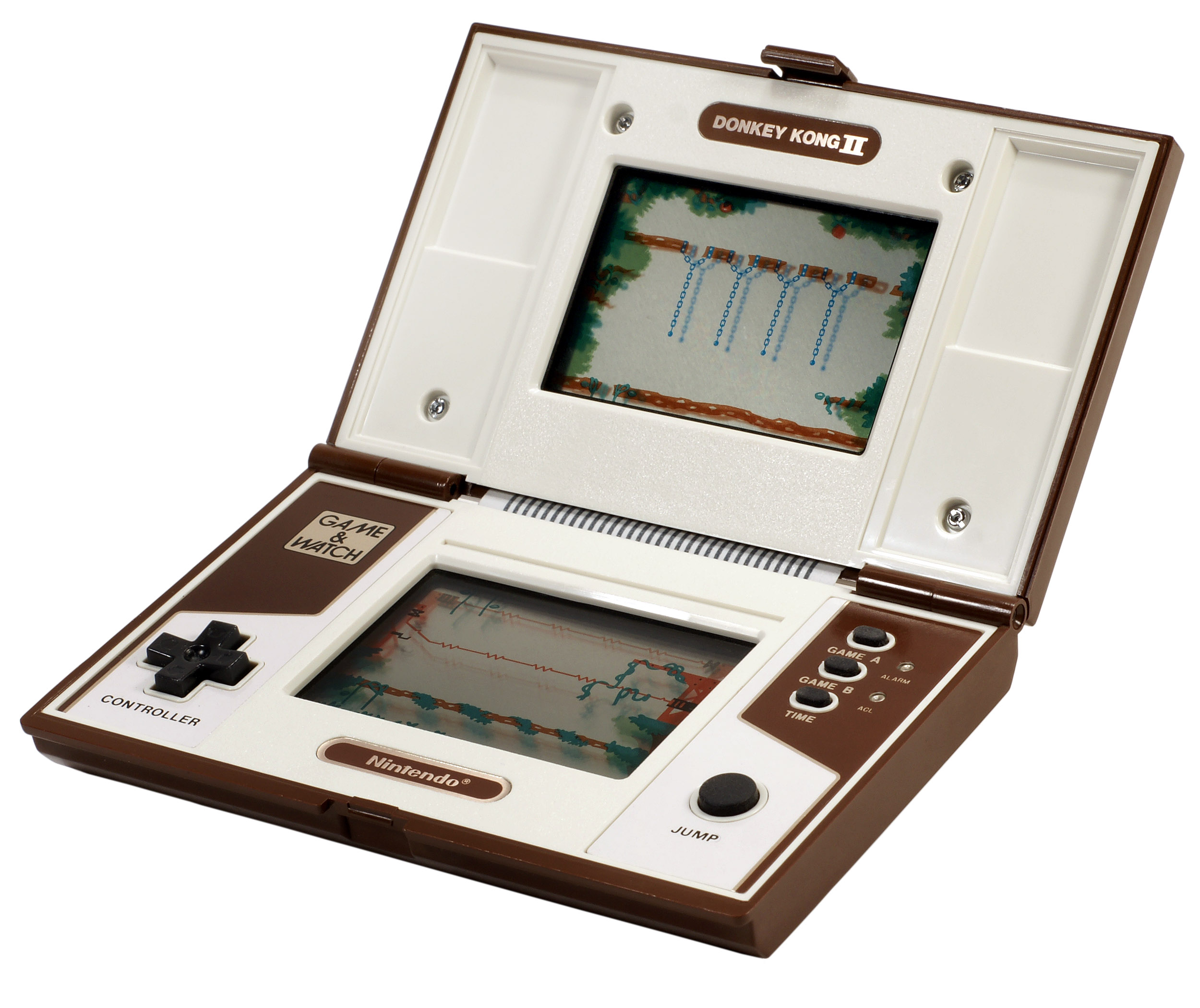
Donkey Kong II, un títol de la sèrie Nintendo Game & Watch (1980).

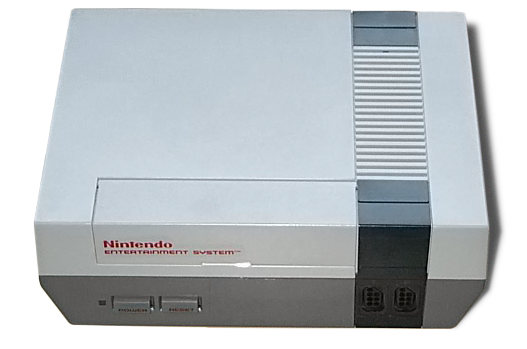
La Nintendo Entertainment System

Tanta popularitat va crear el joc de Donkey Kong que Nintendo decideix crear la Famicom (NES). Va ser la primera consola de sobretaula que emprava el pad de la Nintendo Game & Watch com sistema de control i gràcies a la seva popularitat va servir de base per tots els controls de consoles posteriors. Darrere el rotund èxit obtingut en el Japó, el 1985 decideix fer el llançament per la resta del món, sota el nom de Nintendo Entertainment System (NES).
L'èxit d'aquesta consola fou degut parcialment al seu baix cost (prop de 100 dòlars nord-americans). El president de Nintendo de l'època, Hiroshi Yamauchi, va donar instruccions als enginyers de l'empresa perquè dissenyessin una consola de baix cost de producció però amb una tecnologia avançada, que no pogués ser equiparada per altres empreses. El seu processador tan potent com els ordinadors d'Apple de l'època, la NES era més avançada que l'Atari 2600.
A la fi dels anys 1970, després de la proliferació dels ordinadors domèstics, la indústria del videojoc va entrar en una important crisi perquè els jugadors s'estimaven més piratejar o comprar els jocs que hi havia per les recreatives en comptes de gastar-se els diners (en aquella època la forma tradicional de jugar era anar a un centre recreatiu).
La solució al problema fou la creació per part de les empreses de les seves pròpies consoles casolanes o desenvolupar-ne programari. A la NES se li atribueix el fet d'haver «salvat» la indústria dels videojocs després d'aquesta gran crisi que va veure el seu punt més crític el 1983 i ser la primera videoconsola que fos realment reeixida pel seu fabricant.
Es creu que va vendre aproximadament 60 milions de consoles, sense comptar els perifèrics i els jocs que es varen vendre posteriorment (s'ha de tenir en compte la diferència del mercat que hi havia aleshores i l'actual; actualment una consola amb aquestes vendes és una consola molt reeixida, però en aquells temps arribar a aquesta fita era quelcom sense precedents).
La NES va tenir en la seva versió japonesa un sistema de reconeixement de veu i en la seva versió occidental, va gaudir de la primera pistola de llum amb què es podia apuntar a objectes a la pantalla del televisor. Una altra novetat molt poc coneguda, fou el mòdem que Nintendo va llançar al Japó, convertint-se en la primera consola que aprofités la tecnologia de jocs en línia; els jocs de l'època solien estar fets per pocs jugadors simultanis, no existien jocs en línia massius i per aquest motiu o per d'altres, aquesta innovació va ser poc aprofitada.
Juntament amb la NES varen aparèixer grans joies dels videojocs: les sèries "Super Mario (1983)", "The Legend of Zelda (1986)", "Donkey Kong", "Mega Man" o "Final Fantasy", per destacar-ne alguns dels més influents. Van esdevenir clàssics. Alguns d'aquests títols van acabar en mans de Sony o altres empreses competidores. Nintendo va tenir pràcticament l'exclusivitat total de la major part dels jocs reeixits del moment, ja que obligava les empreses que desenvolupaven els seus jocs a mantenir-se fidels a Nintendo i no cedir obres a altres plataformes, cosa que va perjudicar especialment Sega. Molts han criticat durament aquesta política monopolista per part de Nintendo. Els anys posteriors, el cost de fabricació de la NES va baixar però amb la seva sòlida base al mercat el seu èxit no va disminuir.
Un altre factor important va ser que els programadors després de diversos anys dissenyant jocs pel mateix maquinari adquirien una gran facilitat per desenvolupar-hi nous i millors títols que espremessin el màxim el seu potencial. D'aquesta manera Nintendo va créixer enormement durant anys i la NES aconseguí aguantar durant gairebé una dècada a noves consoles més potents tecnològicament.
A causa de la seva longevitat, va acabar per ser una consola molt piratejada (tot i la seva època) però els jugadors tingueren un accés limitat a aquestes còpies perquè l'ús de cartutxos com mitjà d'emmagatzemament dels jocs feia que les persones no comptessin amb els mitjans necessaris per copiar-los; de manera que el pirateig havia de ser realitzat per experts, a la Xina fins i tot es fabricaven NES no oficials de Nintendo. Nintendo va lluitar en va contra aquestes pràctiques.

### La línia Game Boy

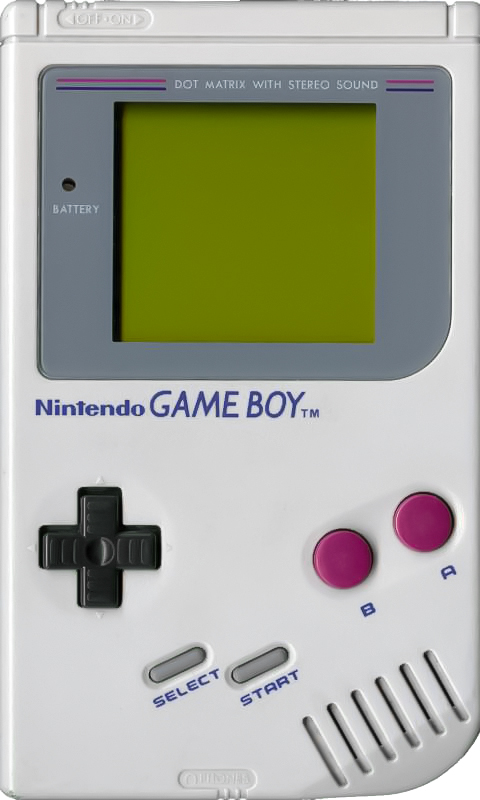
Nintendo Game Boy

Quan la popularitat dels jocs va arribar a nivells extremadament alts, varen aprofitar per presentar la famosíssima Game Boy, obra del ja esmentat Gunpei Yokoi, el 1989. Aquesta consola aconseguiria eliminar a totes les seves competidores fins i tot sent molt menys potent que les seves rivals i amb la mancança del color. Nintendo va aconseguir vendre 60 milions d'aquestes consoles. L'èxit es deu en gran part a la gran quantitat i varietat de jocs que es desenvolupaven per Game Boy i a l'escàs consum electrònic davant d'altres semblants. Un altre afegit era el fet que cabia en una butxaca i el seu preu suposava un petit desenborsament pels seus compradors. Mai no va arribar a extingir-se.
El 1996, Nintendo rejoveneix el seu tresor més preuat i llança Game Boy Pocket: més petita que l'anterior, amb un menor consum i amb molt menys pes, a més d'un lleuger increment de potència i una pantalla més clara. Mantenia total compatibilitat amb els jocs de la seva versió anterior. Varen arribar a vendre's 10 milions d'unitats. En aquest èxit va contribuir l'aparició d'una nova sèrie de videojocs, "Pocket Monsters", coneguts com a Pokémon fora del Japó.

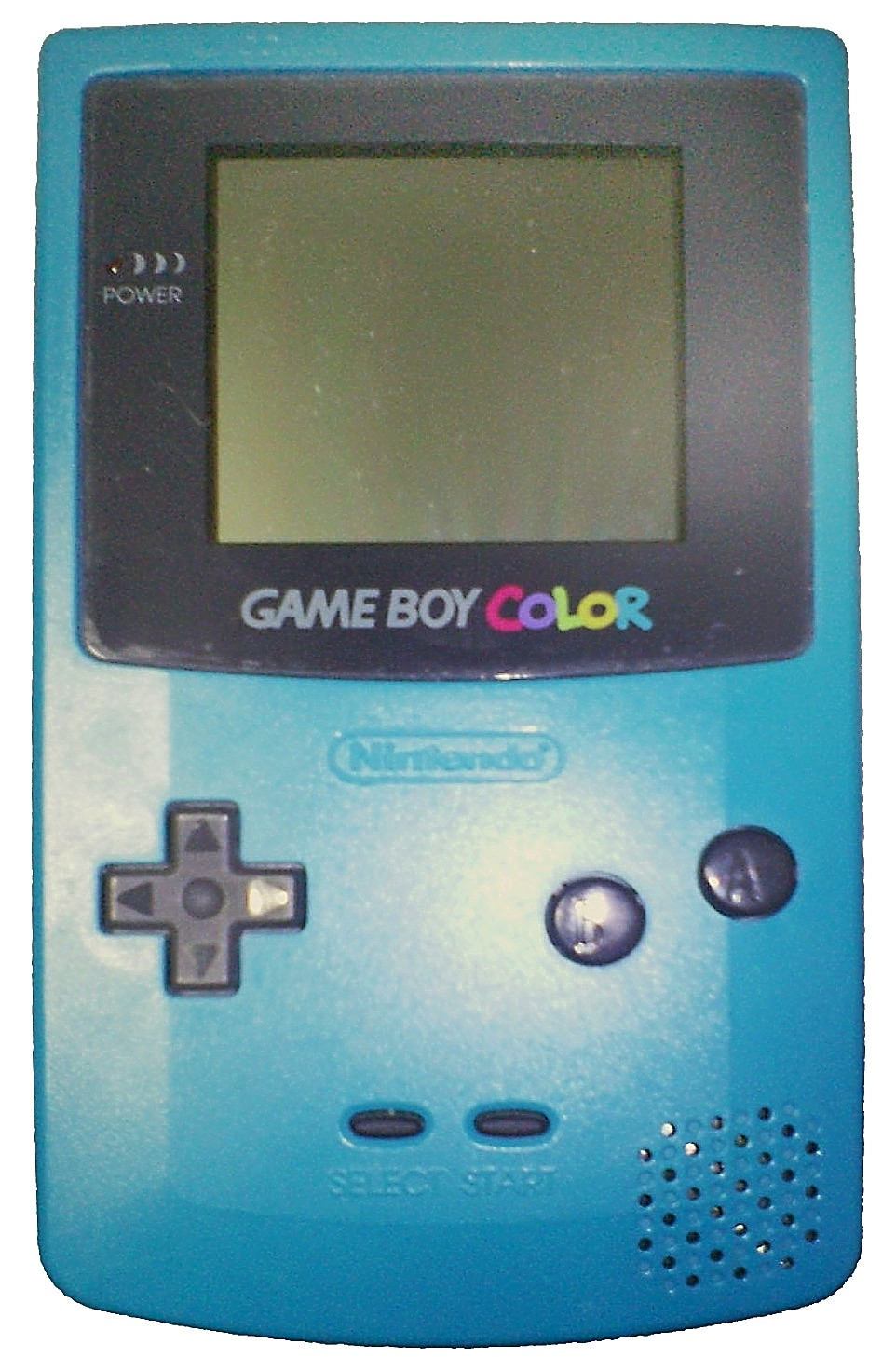
Nintendo Game Boy Color

Veient la tirada de Game Boy, en poc temps llancen la Game Boy Light, que afegeix una característica que mancava en tots els models de Game Boy anteriors; una pantalla retroil·luminada, tanmateix aquest model especial només va sortir al Japó.

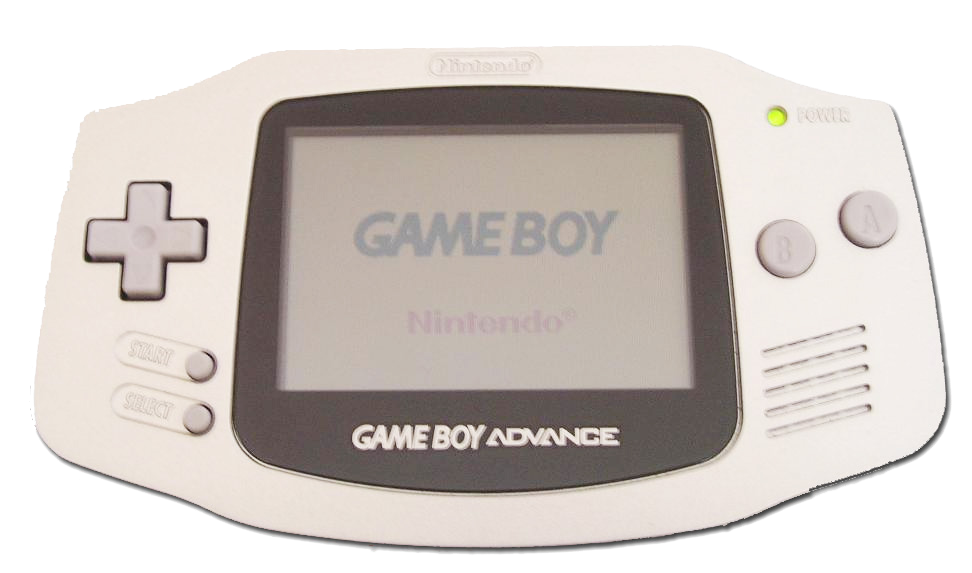
Nintendo Game Boy Advance

El 1998 es va crear la Game Boy Color que afegia gràfics en color i el doble de velocitat que els models anteriors però tècnicament era idèntica a les anteriors. Com el sistema de programació era el mateix i totalment compatible amb les anteriors versions, després d'innombrables jocs, els programadors havien adquirit una tècnica espectacular per crear els jocs d'aquesta plataforma i varen crear autèntiques obres amb aquesta consola de baixa potència.
Tot i això Nintendo no acaba de convèncer-se i decideix renovar completament la consola, presentant el 2001 Game Boy Advance, una consola portàtil de 32 bits que també permetria jugar amb els jocs de les antigues Game Boy. D'aquesta manera, després de 12 anys amb una "mateixa" consola portàtil, Nintendo va adaptar-se a l'augment de potència del mercat.

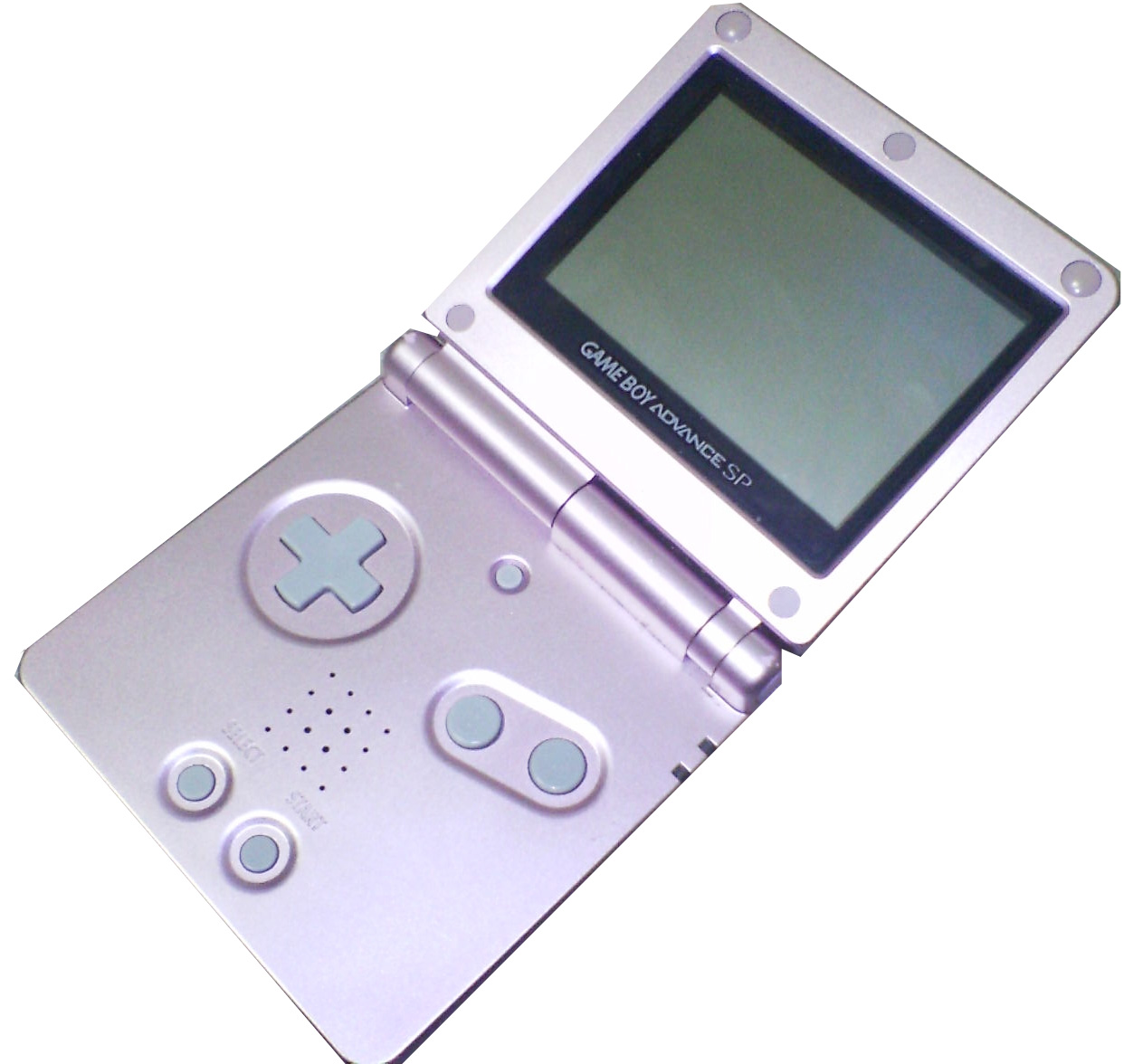
Game Boy Advance SP

El 2003, Game Boy Advance rebria un redisseny amb la presentació d'un nou model, conegut com a Game Boy Advance SP (Special Project). Mantenia les mateixes característiques tècniques, però canviant totalment l'estètica de la portàtil i afegint-hi una pantalla il·luminada frontalment (FLU). Curiosament va tenir una segona revisió anomenada Game Boy Advance SP Brighter amb una pantalla millorada amb més lluminositat i és claredat.
L'any 2005 Nintendo presenta la Game Boy Micro, la consola portàtil més petita del món: mesura tan sols 10 cm per 5 cm. Les diferències són estètiques a més de ser la primera consola portàtil de Nintendo incompatible amb els jocs de la Game Boy i la Game Boy Color. La seva major crítica és la mida reduïda de la pantalla, tot i que Nintendo al·lega que cada comprador opta per allò que prefereix, major pantalla o major portabilitat.

### Super Famicon/SNES

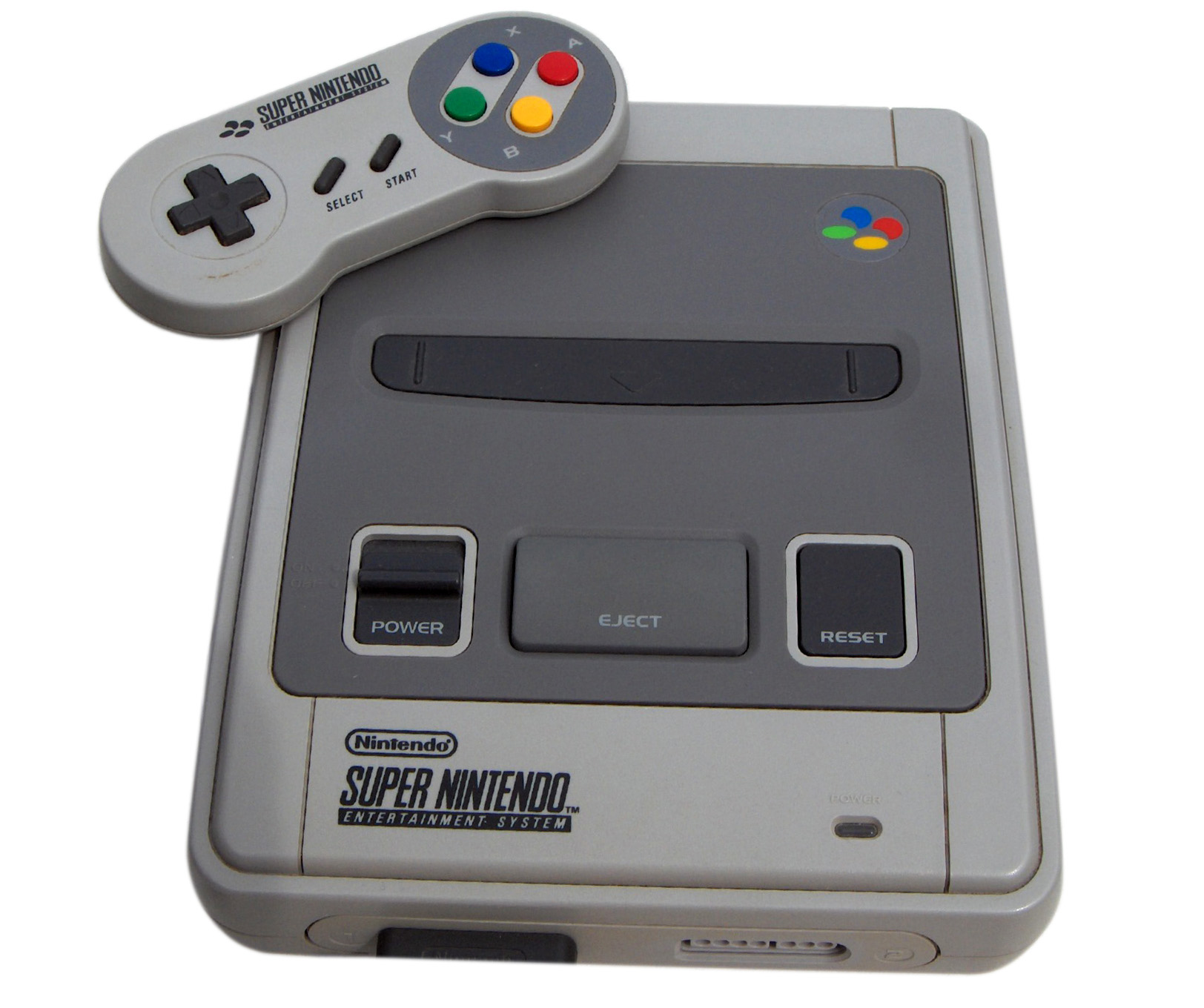
Super Nintendo Entertainment System (SNES)

El 1991, llançaren la Super Famicom, coneguda en el mercat occidental com Super Nintendo Entertainment System (SNES), tenint èxit a tot el món, ja que tenia milions de seguidors gràcies a la NES. Amb l'arribada de la nova consola, Nintendo va realitzar autèntiques obres mestres: "Super Mario World" (1991), "Super Mario Kart", "The Legend of Zelda: A Link to the Past", "Pilotwings", "Mario Paint" (1992), "Super Metroid", "Starfox", "Donkey Kong Country" (1994), "Super Mario World 2: Yoshi's Island", "EarthBound" o "Killer Instinct" (1995) entre d'altres.
Nintendo va tenir moltíssim temps per dissenyar aquesta consola, la qual en el moment del seu llançament comptava amb una potència molt elevada i superior a les seves competidores, tot i que després de no gaire temps de vida va ser superada tecnològicament per altres consoles que tot i això no aconseguiren tenir èxit. La seva virtut fou la gegantina varietat de jocs d'una qualitat cada dia augmentant, el barat preu de fabricació i venda de la SNES, la fama ja obtinguda per l'empresa i la facilitat que suposava pels desenvolupadors dels jocs, programar per aquesta consola.
Cal destacar l'enorme rivalitat que va sorgir aleshores entre Sega i Nintendo, Sega durant el temps en què Nintendo espremia al màxim la NES sense llançar cap nova consola, fou creixent i guanyant seguidors fins a aconseguir estar en un mateix grau d'importància que Nintendo. Poc abans del llançament de la SNES, Sega havia llançat Sega Genesis, també anomenada Mega Drive, que fou l'única rival de Nintendo. Mai més no es va tornar a veure tanta rivalitat en el mercat del lleure electrònic, i de fet la major part de les obres mestres dels videojocs tingueren lloc en aquells anys. Sega va optar per la política de crear cars i avançats perifèrics, mentre que Nintendo va seguir creant jocs cada vegada millors. Segons les dades Nintendo va vendre el doble de Super Nintendo que Sega de Mega Drive. Aquesta fou l'era d'esplendor de les consoles de 16 bits i segons moltes revistes especialitzades, l'època de major esplendor dels videojocs.
Una de les polítiques de Nintendo durant l'era de la SNES fou el llançament de la NES Junior, idea destinada pel públic infantil que s'estaven iniciant en el món dels videojocs i no necessitaven la potència d'una SNES. La idea fou molt reeixida, i posteriorment va servir d'exemple per altres companyies que varen crear diverses versions d'una mateixa consola. La NES Jr, era idèntica tecnològicament a la NES original de manera que després d'una dècada els seus components eren antics i barats; costava molt poc a Nintendo, i els seus beneficis varen ser excel·lents.

### Passes cap al possible 3D i la nova generació de consoles
El 1995 Nintendo seguint els consells de Gumpei Yokoi va llançar el Virtual Boy; sent tant l'obra pòstuma de Yokoi com el primer fracàs de la companyia, que en si mateix era innovador, es trobava constantment amb obstacles mercantils que varen impedir convertir-se en un èxit. Tan sols aconseguí llançar 11 títols.
Després del rotund èxit de la SNES, Nintendo va llançar una consola de 64 bits al mercat, Nintendo 64, el 1996 amb "Super Mario 64" com a joc estrella. Aquest joc, a part de ser una de les primeres joies de la consola i dels videojocs en general, va marcar un punt d'inflexió en el món de l'entreteniment digital gràcia a què fou el primer que permetia al jugador controlar les càmeres i el punt de vista des del qual es veu el personatge amb una sèrie de botons específics, una cosa que avui dia és molt comú en pràcticament tots els títols de totes les companyies.
Després arribarien altres jocs destacats com "The Legend of Zelda: Ocarina of Time" (considerat el millor joc de la història per gairebé totes les revistes del sector), "Banjo Kazooie", "GoldenEye 007" o "Perfect Dark" entre d'altres.

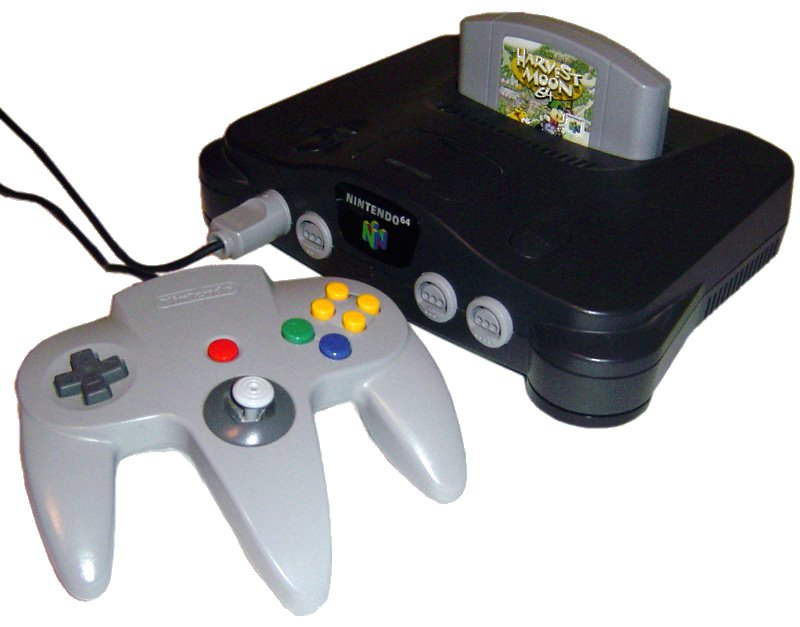
Nintendo 64 amb el seu respectiu control i cartutx de joc.

Si la Nintendo 64 fou tecnològicament superior a gairebé tots els aspectes a les seves competidores, per la seva qualitat tècnica i uns accessoris innovadors (que fins avui dia són fonamentals en qualsevulla consola) com els comandaments amb vibració i els joysticks d'un dit per jocs en entorns tridimensionals, en línies generals no fou un encert, ja que va perdre el tron en les consoles de sobretaula. Va sortir tard i relativament desfasada per l'època, encara que seguia sent netament superior a les seves dos principals competidores, la Sony PlayStation i la Sega Saturn, que havien sortit un any i mig abans, guanyant terreny. Nintendo va confiar-se en la seva posició dominant i va tractar malament a moltes third-parties i va deixar escapar algunes com Squaresoft, que després serien claus en el triomf de la consola de Sony. Nintendo també optà pels cartutxos que si bé permetien major accés a les dades i la incorporació de xips especials, no podien competir en preu i capacitat d'emmagatzemament amb els CD-ROM que utilitzaven altres. Amb el temps les expectatives de la màquina es varen enderrocar i va quedar aparcada de la major part de les third-parties, de manera que el seu catàleg de jocs va ressentir-se, quedant molt limitada en determinats gèneres. A més la Nintendo 64 era difícilment piratejable i no va poder competir en el màrqueting de Sony. En darrer lloc cal dir que Nintendo no va saber seguir la PlayStation mentre que la segona va ampliar clarament el seu públic objectiu.
Al final de la generació, la Nintendo 64 havia venut prop de 35 milions d'unitats a tot el món.

### Nintendo GameCube

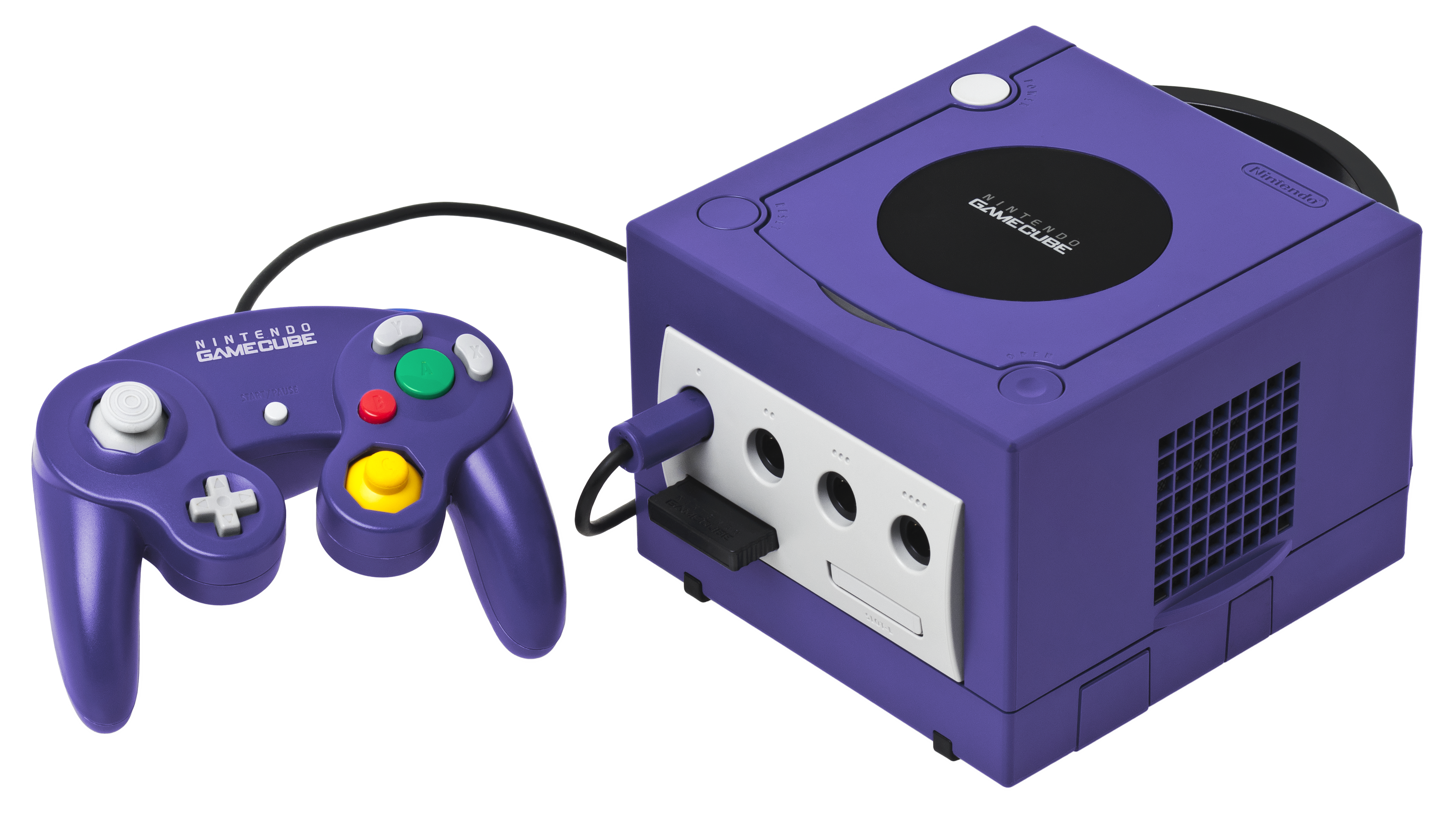
Nintendo Gamecube

El novembre del 2001, es llança la Nintendo GameCube, una consola de nova generació, que hauria de rivalitzar amb PlayStation 2 de Sony i Xbox de Microsoft. Cercant la lluita contra la pirateria, Nintendo desenvolupa el GOD (GameCube Optical Disc, un format de MiniDVD exclusiu de Nintendo amb una capacitat d'aproximadament 1,8 Gigabytes de dades) pels seus jocs. Per aconseguir piratejar aquesta consola no només era necessari la modificació del programari sinó la modificació total del xassís, ja que era impossible introduir en el seu lector DVD un DVD normal.
GameCube va ser juntament amb la consola de Microsoft la consola més potent del seu moment i va tenir una quota del mercat d'entorn del 20%, semblant al de la Xbox, però molt inferior a la PlayStation 2. La quantitat de consoles cúbiques venudes a nivell mundial és de prop de 21 milions, sent superada per la Xbox i la PlayStation 2. Molts creuen que Nintendo fou massa conservadora amb aquesta consola per eliminar les capacitats multimèdia (no reproduïa pel·lícules ni música, a diferència de les seves competidores) i no comptava amb una plataforma per jocs en línia.

### Nintendo DS

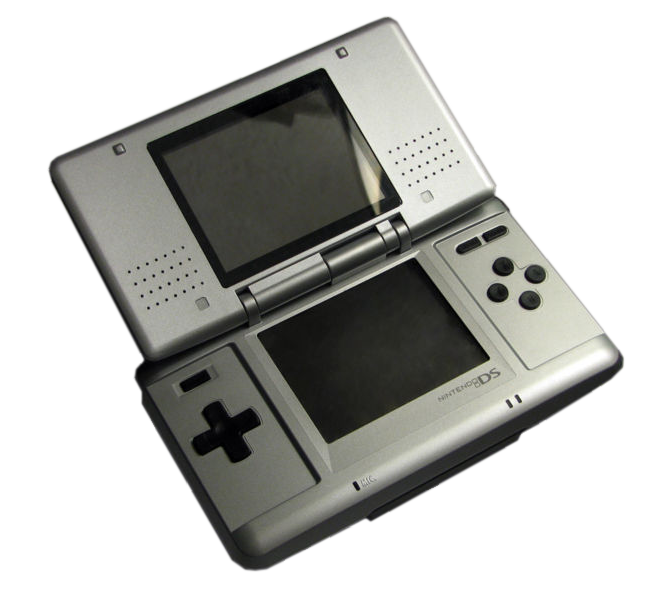
Nintendo DS

El 12 de març del 2005 a Europa (ja que Nintendo la va treure en venda el novembre en Amèrica i el desembre del 2004 al Japó), Nintendo torna a revolucionar el mercat portàtil presentant la seva nova consola Nintendo DS; mentre que la seva competidora, Sony va treure la seva primera portàtil PSP, en setembre. Nintendo DS intenta introduir nous conceptes en el món dels videojocs, sent la primera consola portàtil que inclou dues pantalles (una tàctil), reconeixement de veu, programari de comunicació integrat i possibilitats de comunicació multijugador de manera sense fils amb una sola targeta de joc per a tots els jugadors. Amb aquestes característiques, DS cerca crear una nova experiència jugable. La nova portàtil ha generat vendes milionàries per a Nintendo, posicionant-se en el primer lloc referent a les vendes de maquinari a tot el món.

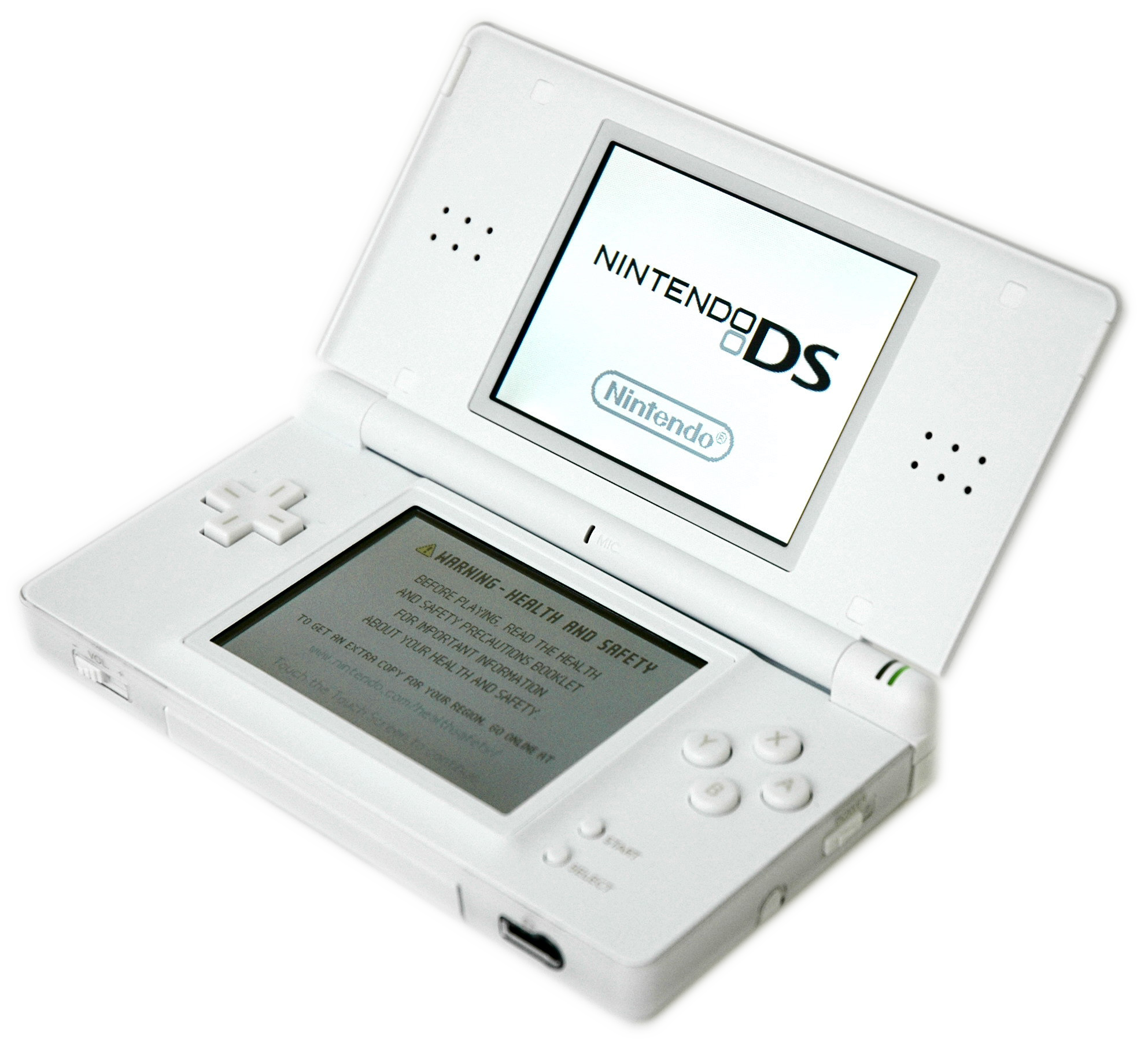
Nintendo DS Lite

Els conceptes de PSP i DS són completament oposats, la primera té reproducció de pel·lícules, música i jocs d'alta definició, però menys portabilitat un menor i menys variat catàleg de jocs i un preu molt superior a la DS. Nintendo DS ocupa actualment un 70% del mercat de les consoles portàtils, superant àmpliament en vendes la seva competidora directa Sony.
Nintendo també va llançar la Nintendo DS Lite, la qual cerca atreure més encara el públic que no té contacte amb els videojocs, a aquesta mena de lleure. Durant les seves primeres setmanes en el Japó, va exhaurir-se totalment.
El 2005 Nintendo va presentar el seu primer sistema de joc en línia per a tot el món (ja existia per a NES un primer sistema de mode multijugador en línia que únicament va estar en el Japó). Nintendo Wi-Fi Connection, el qual en 9 mesos va aconseguir tenir més de 3 milions d'usuaris connectats. A diferència dels serveis en línia d'altres empreses; per exemple Xbox Live; aquest servei és totalment de franc. La seva interfície virtual és amigable i intuïtiva.
Al voltant del 2008, Nintendo va seguir l'èxit de la DS amb l'estrena de la Nintendo DSi al Japó, un sistema que compta amb CPU i RAM millorades, i dues càmeres, una d'exterior i l'altra interior, i una botiga de distribució d'aplicacions anomenada DSiWare. La DSi va sortir a tot el món durant el 2009. A la segona meitat del 2009 al Japó i a tot el món el 2010, Nintendo va estrenar la Nintendo DSi XL, una versió més gran de la DSi.

### Wii
Després d'anys perdent terreny davant a la competència en les consoles de sobretaula, Nintendo va decidir seguir la mateixa política que va mantenir amb les portàtils i va crear un nou camí aliè al qual la indústria tendeix per inèrcia (augmentar constantment la potència del programari). Lluny de basar el seu sistema en una evolució gràfica del seu predecessor, de vendre una mateixa consola amb millors gràfics, van centrar-se a inventar una nova manera de control, de la mateixa manera que varen fer en el passat.
El Nintendo World Tour 2006 va ser una exposició que es va basar en la presentació de l'encara no llençada consola Wii i el seu primer llistat de videojocs disponibles. L'exposició va consistir en una gira per terres japoneses que va durar 21 dies. Va començar a Nagoya del 3 de novembre al 10 de novembre i, després de passar per Osaka, va arribar a Tòquio el 24 de novembre d'aquell mateix any. Entre altres notícies, es van enunciar noves característiques del joc Super Smash Bros. Brawl, com la incorporació del personatge Fox McCloud a al llistat de personatges controlables. A part de la presentació de la consola Wii, es va destacar la consola portàtil Nintendo DS i la possibilitat de connexió entre les dues màquines.
Wii, nom de la consola successora de la Nintendo GameCube, pren com punt de partida el salt de les 2D a les 3D que va tenir en el seu moment, quan va fer el salt de Super NES a Nintendo 64; o la sensació nova que els jugadors varen sentir la primera vegada que jugaren en un veritable entorn tridimensional, amb càmeres mòbils amb Super Mario 64. Des del punt de vista de l'empresa, aquesta emoció i aquesta frescor no es devien a la bellesa gràfica, sinó a la novetat que suposava el fet de poder controlar a un personatge lliurement per un gran entorn amb profunditat, alçada i amplada. Nintendo va decidir transmetre una cosa tan nova com això, però fora de la pantalla del televisor. En comptes de centrar-se en allò que pot fer la màquina, van centrar-se en allò que el jugador pot comunicar-se i interaccionar amb els jocs: la immersió.
Segons una cita famosa del president de Nintendo, Satoru Iwata: «La sensació és tan natural que tan aviat com es té el comandament a la mà, la ment comença a imaginar com quelcom així pot canviar el món dels videojocs per sempre».

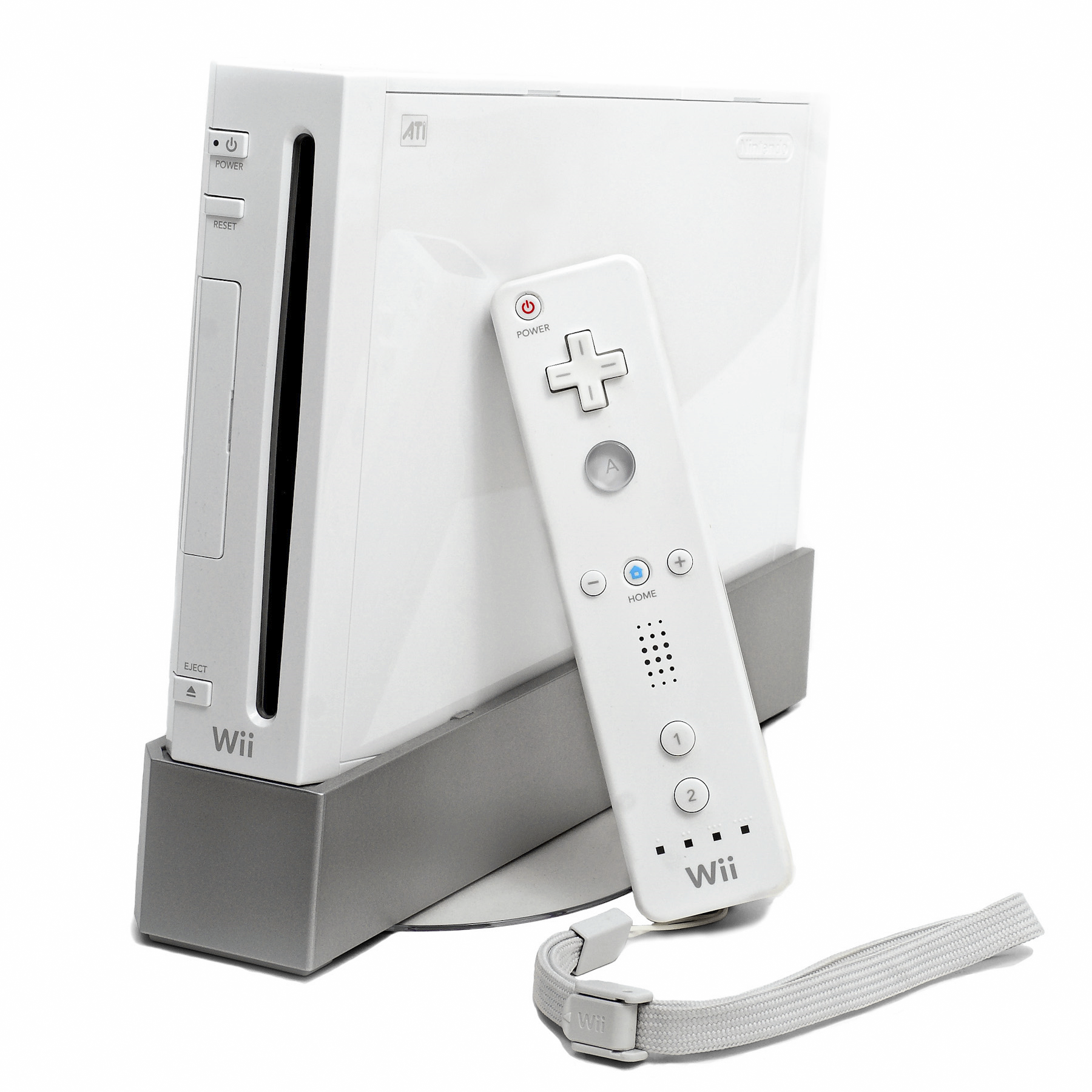
Nintendo Wii

En l'apartat tècnic d'aquesta consola, cal destacar que no és la més potent del mercat sinó tot el contrari; amb això és fàcil notar el canvi de concepte que Nintendo va prendre, a diferència de les seves predecessores (que foren creades per ser les més potents de la seva generació), a Wii les inversions no han pretès crear una consola de màxima potència.
El propòsit d'aquesta ocasió ha estat des del primer moment de la seva concepció crear una consola molt més barata que la competència (250 € a Europa incloent-hi un joc (Wii Sports), davant dels 300-400 € a Xbox 360 i 500-600 la PlayStation 3, aconseguir que tingués una estètica que s'adaptés a la resta de mobles de la llar, que ocupés el mínim espai possible (21,54cm de llarg, 15,7 cm d'ample i 4,4 cm de grossor), que consumís la mínima energia elèctrica possible (tan sols 1/5 part de la consumida per GameCube)i que producte de la seva modesta potència, permetés mantenir els costos de desenvolupament dels jocs més baixos que a la competència. D'aquesta manera, Nintendo cerca que les grans idees triomfin per sobre dels grans pressupostos.
Wii marca una gran diferència amb tot el que s'ha desenvolupat abans en la indústria del videojoc: El comandament sense fils anomenat Wii-mote, amb aspecte d'un comandament a distància tradicional de televisió, pot captar els moviments que el jugador realitza en l'espai real i reproduir-los en l'espai virtual (en el joc). La consola pot detectar moviments en tots els eixos, i girs, profunditats, distàncies, angles i velocitats gràcies al seu sensor que es col·loca sobre o damunt del televisor. Gràcies a l'ús d'aquesta tecnologia, ja no és necessari prémer un botó per colpejar amb una espasa, només cal agitar el comandament com si fos una espasa real perquè el personatge faci el mateix en el joc. Ja no és necessari prémer un botó per jugar a un joc de tenis, només cal moure el comandament com si fos una raqueta. El comandament posseeix també funcions de vibració, un altaveu a través del qual es reproduiran diversos sons (el so metàl·lic d'una espasa si s'utilitza el controlador com una espasa, el colp d'una raqueta contra una pilota si s'utilitza com una raqueta, el tret d'una pistola si s'utilitza com una pistola), una petita memòria per desar certes informacions com el registre d'avatar Mii i diversos accessoris que poden connectar-s'hi per aprofitar les opcions especials (carcasses de pistoles, un comandament tradicional, una extensió "nunchuck" amb joystick i altres perifèrics).
Una altra innovació important és l'anomenat WiiConnect 24. Gràcies a aquest sistema la consola mai no s'apaga del tot. Es manté contínuament connectada a internet gastant una petita quantitat d'energia (al voltant de 7Wats). Gràcies a això els desenvolupadors poden enviar als jugadors expansions, armes, nous nivells, vehicles, demos, pegats correctors d'errades, etc. "Quelcom nou cada dia", així és com Satoru Iwata es refereix a les possibilitats de WiiConnect 24.
La connectivitat de Wii és totalment sense fils i permet que dues consoles properes juguin amb un únic DVD de joc. Per aprofitar les característiques de la consola, s'estan desenvolupant diversos jocs en línia o simplement incorporant a jocs tradicionals característiques multijugador a través de la xarxa, de manera que no cal tenir diversos comandaments per jugar amb altres persones.
Wii també permet descarregar jocs de NES, SNES, Nintendo 64, Megadrive, Turbografx i nous títols de baix cost desenvolupats en exclusiva per aquest servei, així com reproduir tots els jocs de GameCube.
Per finalitzar, cal esmentar els Wii Channels. Han estat dissenyats tenint com a base el concepte dels canals de televisió, però en aquest cas serveixen com a part important del sistema operatiu de Wii. Els canals separats s'exhibeixen gràficament en una pantalla, i es naveguen usant la capacitat del punter del Wiimote. La pantalla dels canals és totalment personalitzable i els usuaris poden posar enllaços a diversos canals o jocs virtuals de la consola en les ranures. Aquests són: Mii Channel, News Channel, Canal Oratge, Photo Channel, Wii Shop Channel, Internet Channel i Opinion Channel. Moltes d'aquests canals ja no es troben disponibles a causa de la discontinuació del WiiConnect24.
El 2013 va sortir un nou model de la consola, la Wii Mini, molt menys pesada que l'anterior i amb una mida molt semblant a la del seu comandament.

### Nintendo 3DS i Wii U

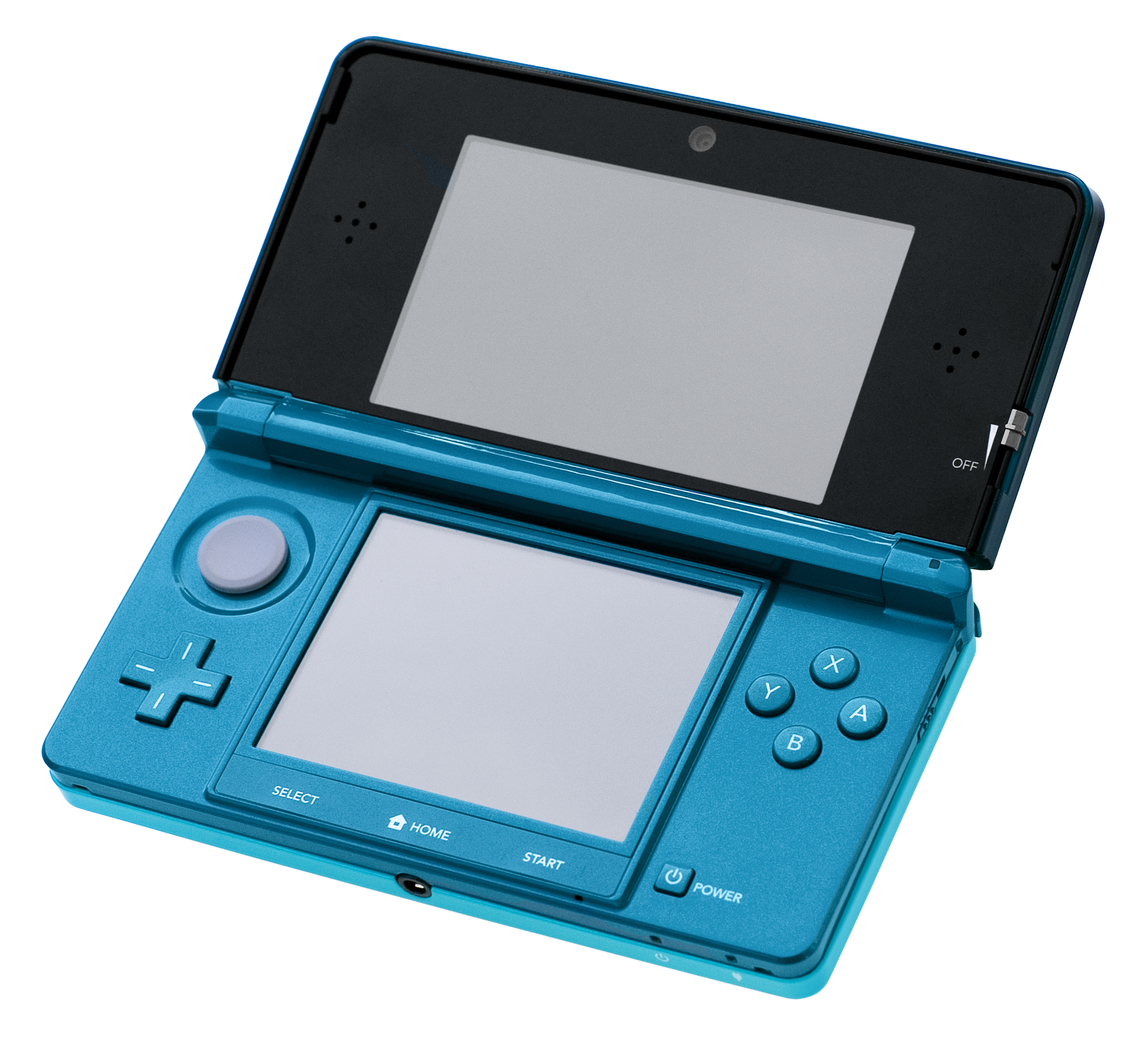
Nintendo 3DS

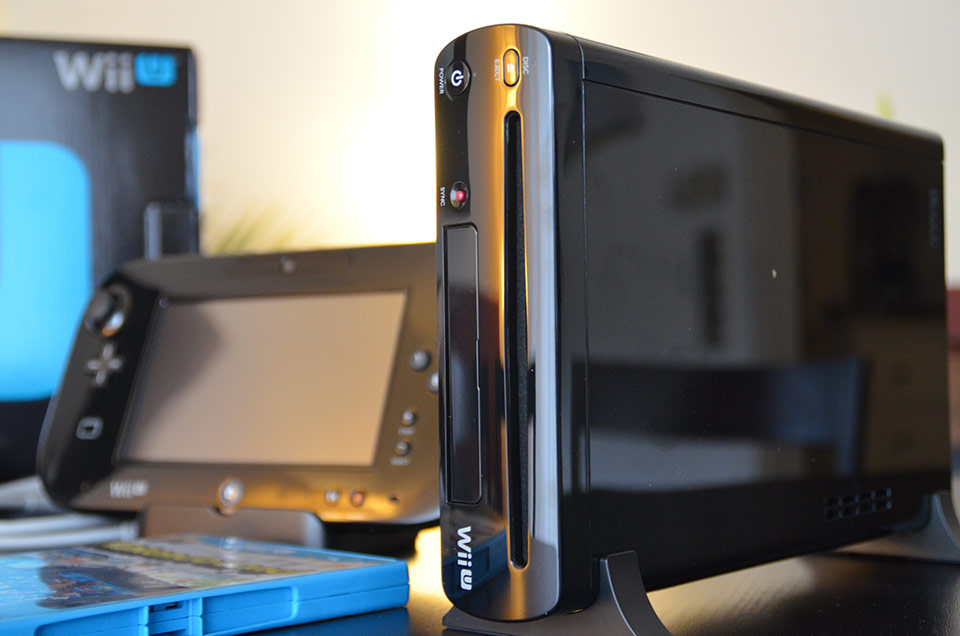
La Wii U (negra) queda destacada en la imatge, en la qual també s'hi pot veure un Wii U GamePad negre.

El 15 de juny de 2010 es presenta en el discurs de Nintendo a l'Electronic Entertainment Expo la videoconsola Nintendo 3DS, amb la qual es pot jugar a jocs i veure pel·lícules en 3D. A més, la nova pantalla ofereix imatges estereoscòpiques sense necessitat d'ulleres especials per gaudir de l'efecte 3D, incorpora una pantalla tàctil, Wi-Fi, sensor de moviment amb giroscopi i acceleròmetre de tres eixos. La consola també incorpora la captura d'imatges i vídeos en 3D gràcies a dues càmeres exteriors. Inclou també una botiga virtual on es poden comprar tant aplicacions exclusives o de la Consola Virtual com jocs que també es venen en format físic. Val destacar les funcions de StreetPass i SpotPass on es poden rebre dades d'usuaris de 3DS pel carrer o per internet, respectivament, per utilitzar-se posteriorment en diversos jocs compatibles o bé en una plaça virtual dins una aplicació pre-instal·lada a la consola on es pot jugar amb ells mitjançant diversos minijocs. Va ser llançada al febrer de 2011 al Japó i un mes després a Amèrica i Europa. A final d'any va arribar als 12 milions d'unitats venudes, superant a la seva predecessora en el primer any de vida.
La consola durant els seus primers dies de venda va tenir una bona recepció venent en el seu primer dia 374.000 consoles, però a partir de la tercera setmana va començar a entrar en una forta crisi, ja que estava perdent usuaris i les seves vendes van ser baixes, sent la primera setmana d'agost la més baixa de totes amb unes 90 000 unitats, la principal causa era el pobre catàleg de jocs, l'alt preu i la fortalesa del ien després del terratrèmol del Japó. Nintendo va haver de baixar el preu de la 3DS en un 35%, venent-se progressivament fins a superar àmpliament el milió d'unitats setmanalment. A més en l'E3 2011 es van anunciar jocs importants com Mario Kart 7, Super Mario 3D Land, The Legend of Zelda: Ocarina of Time 3D i molts més que han augmentat les vendes de la consola.
El 2012 surt un model de 3DS anomenat Nintendo 3DS XL que és més gran que el seu predecessor i el 2013 en surt un anomenat 2DS que retira el format plegable i l'opció de 3D. El 2015 surten dos nous models anomenats New Nintendo 3DS i New Nintendo 3DS XL que són més poderoses que les anteriors i tenen diverses funcions millorades, així com alguns jocs per a 3DS són exclusius per aquestes plataformes al necessitar més recursos.

Una il·lustració del Wii U GamePad blanc.

Wii U és el nom de la vuitena videoconsola de sobretaula de Nintendo i successora de la Wii, a més de ser la primera amb gràfics en alta definició. El sistema va ser llançat mundialment el novembre de 2012. Afegint la U de you al nom de "Wii", el que intenta és tractar de sumar una experiència en solitari al joc en grup: un utilitza el nou comandament com si es tractés d'un sol jugador, però davant de la televisió hi ha més jugadors jugant al mateix camp, canviant el sentit de la jugabilitat en solitari.
El més innovador (però no tan sorprenent com el Wiimote de Wii), és el seu GamePad, un comandament tipus tauleta que incorpora una pantalla tàctil de 6,2 polzades (desenvolupat per la inspiració en la llum que emetia la consola Wii quan es rebien missatges, adonant-se que aquesta tècnica podria ser més completa i de més informació per a l'usuari). Permet jugar als jocs de la consola sense necessitat d'un televisor. Compta a més amb un micròfon, altaveus, barra de sensors, giroscopi, i una càmera frontal utilitzada per realitat augmentada i xat de vídeo. En el 2012, va ser considerat dispositiu electrònic de l'any després de l'iPhone 5, per la revista TIME.
La Wii U també va destacar per afegir la xarxa social Miiverse.
Les accions de Nintendo van caure gairebé un 10% en els dos dies següents a la presentació de la consola fins a nivells no vistos des de 2006, guanyant en vendes 165 milions d'euros. Alguns van mostrar certa decepció a la inclusió d'una pantalla tàctil, afirmant per això que el comandament seria menys abordable i menys revolucionari que el lleuger i còmode Wiimote.
A més, la situació va empitjorar el 2013, amb l'arribada de PS4 i Xbox One, registrant pèrdues de fins a 165 milions d'euros. Es van vendre 2.720.000 de Wii U; Nintendo n'havia previst 9 milions. No obstant, no va perdre les esperances i va seguir elaborant més jocs per augmentar les vendes. I ho van aconseguir, ja que entre els jocs més representatius d'aquesta videoconsola es troben Mario Kart 8 i Super Mario 3D World, que van incrementar bastant les seves vendes, recuperant del fracàs total.
A l'E3 2014 es van presentar unes figuretes (que després també es vendrien en forma de cartes) anomenades amiibo, que posseïen informació virtual i transportaven al personatge que representava cadascun a un videojoc. Aquestes figuretes serien compatibles amb la Wii U, gràcies al fet que aquesta és la primera videoconsola en la història amb tecnologia NFC per llegir targetes creades pels usuaris, sense fil.
El juliol de 2015 l'aleshores president Satoru Iwata va morir degut a un tumor a la via biliar. Es van nomenar responsables de la companyia a Shigeru Miyamoto i a Genyo Takeda fins que se'n va trobar un substitut el 16 de setembre de 2015, quan es va elegir a Tatsumi Kimishima. Amb el nomenament de Kimishima l'organització de l'administració de la companyia també es va reestructurar amb Miyamoto essent "Company Creatiu" i Takeda com a "Company de Tecnologia".

### Nintendo Switch i telèfons intel·ligents
El març de 2015 Nintendo va anunciar que anaven a formar un equip amb empresa de telefonia mòbil japonesa DeNA per produir jocs per al que ells anomenen "Smart Devices". El primer joc de Nintendo per a mòbils, el simulador de vida Miitomo, amb els Mii com a protagonistes absoluts, va sortir el març de 2016.
El mateix dia, Nintendo també va anunciar que estava treballant en una nova "plataforma de jocs dedicats" sota el nom en clau "NX", encara que no van proporcionar més detalls, en canvi, que volia parlar-ne més el proper any. Reggie Fils-Aime, president de Nintendo of America, va referir-se a la "NX" com a "la nostra propera consola de jocs" en una entrevista del 2015 al The Wall Street Journal. Posteriorment el mateix diari va filtrar rumors sobre si la consola podria ser tant sobretaula com portàtil, i que ja estaven començant a distribuir kits de desenvolupament a tercers, i una font anònima dient que d'aquesta manera la companyia podria introduir la NX com a molt aviat el 2016. A una reunió amb inverosrs l'abril del 2016, Nintendo va anunciar que la NX sortiria a tot el món el març de 2017. En una entrevista amb Asahi Shimbun el maig del 2016, Kimishima va dir que la NX era un nou concepte que no succeiria la 3DS ni a la Wii U. A una reunió amb inversors durant l'E3 2016, Shigeru Miyamoto va dir que la companyia va decidir no ensenyar la NX durant la conferència perquè hi havia preocupacions sobre si els competidors podrien copiar la idea.
El maig de 2015 Universal Parks & Resorts va anunciar que s'han unit amb Nintendo per crear atraccions d'Universal Parks basats en propietats de Nintendo; la primera s'anomenaria Super Nintendo World i s'inaugurarà el 2020.
El juliol de 2016 s'anunci per estrenar-se al novembre a les botigues una versió retro de la NES anomenada Nintendo Classic Mini, que ve amb 30 jocs preinstal·lats, un comandament molt semblant a l'original de NES, modes de dos jugadors, HDMI, entre d'altres destacats.
L'estrena el juliol de 2016 de l'aplicació per a mòbils de Niantic de Pokémon GO comporta que les accions de Nintendo es van duplicar degut a un malentès dels inversors en què l'aplicació era propietat de Nintendo. A la fi del mes Nintendo va declarar que en realitat Nintendo compta amb el 32% de la propietat intel·lectual de Nintendo sobre The Pokémon Company, i encara que reben part de la llicència i altres guanys del joc esperaven que l'impacte als ingressos totals de Nintendo fos limitat. Un cop feta la declaració el preu d'estoc de Nintendo va caure en un 17$ en un dia. No obstant, la companyia continuava sent valuada 100 vegades els seus ingressos nets, un ràtio de guanys que excedia la mitjana al Nikkei 225. Analistes parlant per a Bloomberg L.P i al Financial Times van comentar sobre el valor potencial de les propietats intel·lectuals de Nintendo si fossin transferides al mercat dels jocs de mòbils.
L'agost de 2016 Nintendo of America ven el 90% de la seva participació de control (55%) als Seattle Mariners a un grup d'inversors dirigit per l'empresari de mòbils John Stanton per 640 milions de dòlars.
Després de l'anunci del joc per a mòbils Super Mario Run el setembre de 2016, l'estoc de NIntendo va disparar cap al seu punt recent més alt després de l'estrena i l'èxit de Pokémon Go anteriorment, quelcom que han vist els periodistes com a més significant encara que Pokémon Go, ja que Super Mario Run està desenvolupat dins Nintendo. En una entrevista el desembre de 2016 anterior a l'estrena, Miyamoto va explicar que la companyia creia que amb algunes de les seves franquícies, "com més continues creant una sèrie, més complexa es fa la jugabilitat, i més difícil es torna als nous jugadors introduir-se a la sèrie", i així la companyia ha decidit fer jocs de mòbils amb controls simplificats, com és el cas de Super Mario Run, que no només permet "crear un joc que l'audiència més àmplia podrà provar", sinó que també reintrodueix aquestes propietats a audiències més nouvingudes per animar-les a provar les nostres consoles". El joc va sortir el desembre de 2016 per a iOS i va superar els 50 milions de descàrregues dins la primera setmana; això animarà a Nintendo a crear un parell de jocs més cada any. Per exemple, Fire Emblem Heroes arribarà al febrer de 2017.
El 20 d'octubre de 2016 Nintendo publica un tràiler de mostra sobre la NX, revelant el seu nom oficial de Nintendo Switch. La Switch és considerada per Nintendo com una consola "híbrida". Està dissenyada principalment com una consola de sobretaula on la consola principal s'insereix a una docking station per connectar-la al televisor. Alternativament, la consola es pot retirar de la base i funcionar d'una manera semblant a una tauleta mitjançant la seva pantalla tàctil LCD, o col·locant-se en un mode sobretaula per separat per jugar amb diverses persones. La característica més destacable de la Switch és la parella de comandaments Joy-Con. Són dos comandaments extraïbles que es poden enganxar a un suport per oferir un estil de comandament de videoconsola tradicional, enganxades als costats de la consola principal per jugar en mode portàtil o utilitzats individualment a la mà com si es tractés del Wii Remote de Nintendo. Els Joy-Con tenen sensors de moviment, i inclouen recepció tàctica d'alta definició a l'usuari. La Switch és compatible tant amb cartutxos físics com en contingut digital per a videojocs i programari, i no tindrà bloqueig de regió. Segons Fils-Aime, la consola ofereix als desenvolupadors noves habilitats de portar els seus creatius conceptes a la vida obrint un concepte de videojoc sense límits. Tot i que anteriorment diguessin que la Switch no seria la successora de la Wii U, ja s'ha començat a deixar de produir i Nintendo no hi produirà més jocs a part de The Legend of Zelda: Breath of the Wild, un dels jocs més esperats promesos per estrenar-se juntament en versions Switch i Wii U.

## Productes

### Consoles
- Consoles de sobretaula:
  - Sèrie Color TV Game (1977-1982)

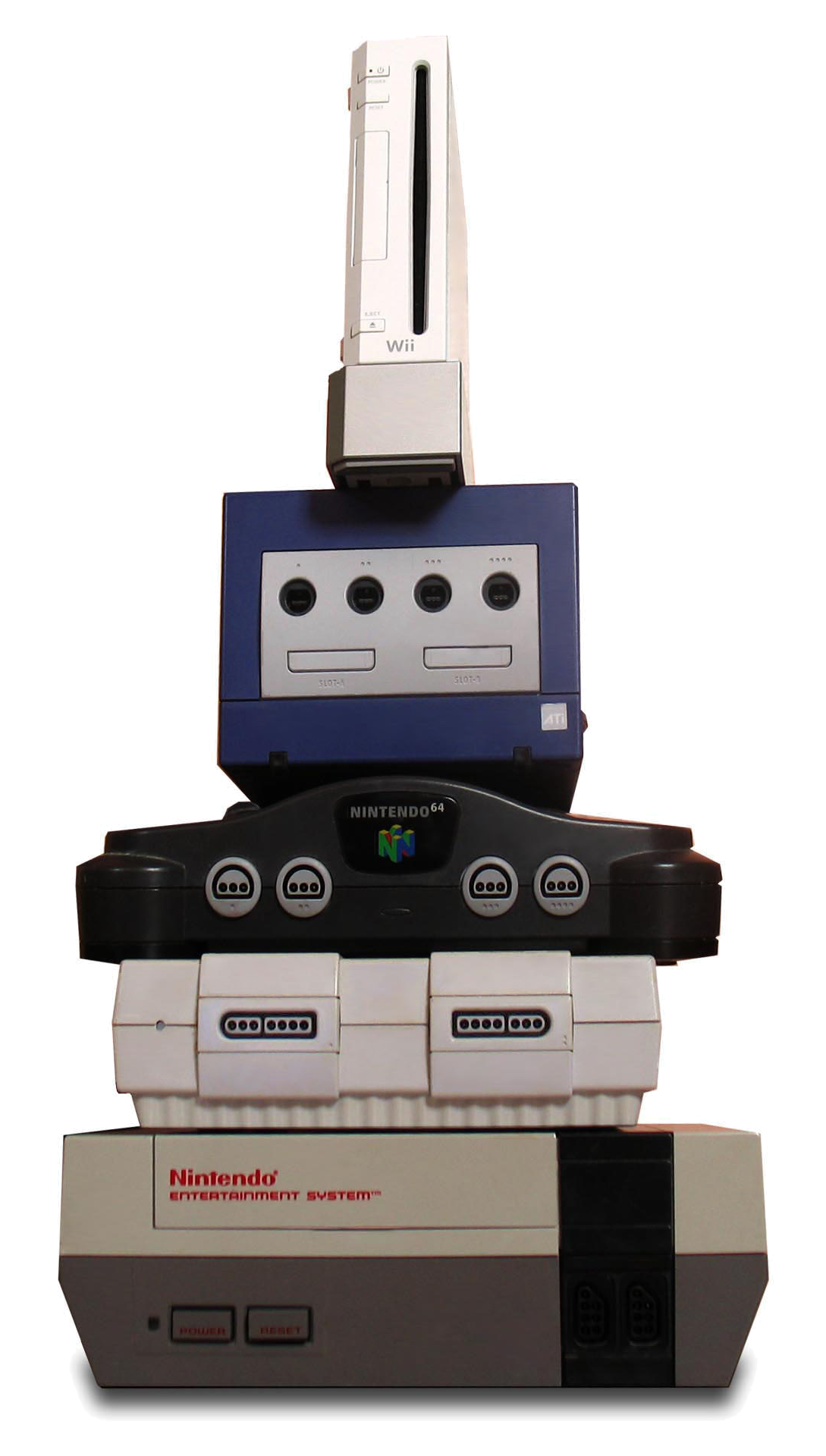
De dalt a baix, Wii, GameCube, Nintendo 64, SNES i NES.

  - Nintendo Entertainment System (1983-2003)
  - Super Nintendo Entertainment System (1990-2003)
  - Nintendo 64 (1996-2003)
  - Nintendo GameCube (2001-2009)
  - Wii (2006-2013)
  - Wii U (2012-2017)
  - Nintendo Switch (2017-)
- Versions de consoles de sobretaula:
  - Nintendo 64DD (1999-2001)
  - Wii Family Edition (2011-2013)
  - Wii Mini (2012-2015)
- Consoles portàtils:
  - Game & Watch (1980-1991)
  - Game Boy (1989-2003)
  - Virtual Boy (1995-1996)
  - Game Boy Color (1998-2003)
  - Game Boy Advance (2001-2009)
  - Nintendo DS (2004-2013)
  - Nintendo 3DS (2011-present)
- Versions de consoles portàtils:
  - Game Boy Play it Loud (1996)
  - Game Boy Pocket (1996-1998)
  - Game Boy Light (1997 Japó-2003)
  - Game Boy Advance SP (2003-2009)
  - Game Boy Micro (2005-2009)
  - Nintendo DS Lite (2006-2011)
  - Nintendo DSi (2008-2013)
  - Nintendo DSi XL (2009-2013)
  - Nintendo 3DS XL (2012-2016)
  - Nintendo 2DS (2013-)
  - New Nintendo 3DS (2014-2016)
  - New Nintendo 3DS XL (2014-)

### Programari destacat

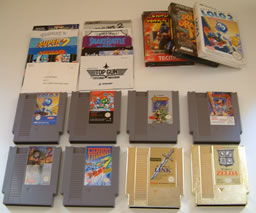
Alguns videojocs de la NES

Això és únicament un petit llistat dels jocs més famosos desenvolupats per la companyia al llarg de la seva història. No intenta ser extensiu, sinó assenyalar jocs importants en la història del videojoc o de la companyia.
- Super Mario Bros. (NES)
- Super Mario Bros. 3 (NES)
- The Legend of Zelda (NES)
- The Legend of Zelda: Ocarina of Time (N64)
- Super Mario 64 (N64)
- Pokémon
- Donkey Kong
- Kirby
- Star Fox
- F-Zero
- Metroid
- Animal Crossing
- Professor Layton (NDS i 3DS)
- Mario Kart (N64)
- Mario Kart DS (NDS)
- New Super Mario Bros.
- The Legend of Zelda: The Wind Waker (GameCube)
- Metroid Prime (GameCube)
- Metroid Prime: Hunters (NDS)
- Super Smash Bros. Melee (GameCube)
- Paper Mario: The Thousand-Year Door (GameCube)
- Pikmin (GameCube)
- Nintendogs (Nintendo DS)
- The Legend of Zelda: Twilight Princess (GameCube i Wii)
- Super Mario World (SNES)

## Apps i jocs mòbils
Nintendo va anunciar el 2015 una aliança amb DeNA, per desenvolupar per primavera vegada, jocs o aplicacions per a telèfons intel·ligents i tabletes.
Miitomo, una aplicació a l'estil de xarxa social, on es creen avatars Mii va ser la primera a sortir al març de 2016.
Poc després, al juliol de 2016, es va llançar Pokémon Go. És un joc de Pokémon dissenyat per a telèfons intel·ligents, que utilitza realitat augmentada per atrapar criatures del joc com si es tractés del món real. El joc va ser desenvolupat per Niantic, Inc. i publicat per The Pokémon Company, de la qual Nintendo té un terç de les accions. Va collir moltíssim èxit en el seu llançament i va disparar el valor de les accions de Nintendo en borsa un 112% en les seves primeres setmanes, arribant a duplicar el valor borsari de la companyia. Ha tingut tanta popularitat que s'ha parlat d'això en els mitjans. Tant és així, que han nascut comunitats clandestines que es dediquen a maximitzar el nivell dels comptes d'entrenadors gràcies a programes de tercers que funcionen de forma autònoma i vendre els comptes per diners reals.
El 7 de setembre de 2016 es va presentar Super Mario Run durant la conferència d'Apple en San Francisco. Senzill joc d'avanç lateral en el qual Mario corre i solament cal tocar la pantalla per saltar i esquivar objectes. Va arribar a iOS al desembre de 2016 i a Android al març de 2017.
A principis de 2017, Nintendo va posar al mercat Fire Emblem Heroes, un RPG de tipus tàctic de saga Fire Emblem que utilitza el model de joc free-to-play.
Els seus App Moviles han estat ben rebudes entre la comunitat mòbil, arribant a ser inclusos jocs com Fire Emblem Heroes i Super Mario Run els més descarregats de la AppStore del 2017, i Pokemon Go En el 2016. Aquests jocs mòbils han arribat a vaticinar-li grans guanys de la companyia.

## Nintendo Labo
El 17 de gener del 2018 Nintendo va anunciar una nova línia de jocs, Nintendo Labo. Sent una línia de trencaclosques en 3D/treballs manuals, de cartró, compatibles amb els Joycon de la Nintendo Switch, per donar-los ús variat a aquests mecanismes amb la tecnologia de vibració HD, infrarojos i de moviment que posseeixen els Joycon.
Va sortir el 20 d'abril del 2018, en dos kits; kit variat (amb la qual es pot crear una canya, piano, moto, entre uns altres) més el programari i Kit Robot el qual permetrà construir una motxilla amb corrioles per a braços i cames el qual s'usarà per controlar un robot durant el joc.
La línia va comptar amb una gran rebuda, col·locant-se en els primers llocs del més venut quant a videojocs (Maquinari & Programari) a l'abril del 2018. La línia compta no solament pel fet que funciona tot, quan construeixes els Toy-Con, sinó que un mateix pot dissenyar els seus propis Toy-Con a través del Toycon Garage, programari que ve inclòs, això ha servit per a la llibertat d'experimentar amb el Toy-Con.

## Logotips i eslògan
D'acord amb el lloc oficial, la traducció del terme japonès "Nintendo" 任天堂 (NIN 任 - responsabilitat, haver de. TEN 天 - El Cel o els cels. DŌ 堂 - Temple, saló) és "Deixa la sort al cel". Segons la revista Club Nintendo en els seus primers nombres, una interpretació adequada al significat de la paraula és "Que el cel decideixi".

Logotip de Nintendo entre 1983 i 2008

El logotip consisteix en la paraula Nintendo amb una tipografia clàssica (la font ha estat copiada per un usuari com la font) amb alguns traços més fins que uns altres i envoltada per un oval. Tot això solia ser de color vermell, però el 2008 es va modificar per donar-li un to gris.
Des de principis de 2017, i coincidint amb el llançament de la Nintendo Switch, Nintendo va emprendre una renovació de la seva marca, modificant els colors del seu logotip, la paraula Nintendo va passar a ser de color blanc, sobre un fons vermell.

## Personatges representatius
Des dels seus inicis els desitjos de trobar una bona mascota emblemàtica per a la companyia han estat molt freqüents, pas de Link, Donkey Kong i el que ha guanyat més terrè ha estat Mario. Quan la indústria dels videojocs encara estava en bolquers i la major part dels usuaris que gaudien dels videojocs, estaven formats per un públic infantil, l'empresa va saber avançar-se als seus competidors amb una tècnica ja demostrada en camps tan dispars com el món de l'esport i la publicitat més capitalista, les mascotes.

La fama de Mario es deu al desig de Miyamoto d'obtenir la seva pròpia marca personal, així com Tetsu Wan Atom amb Astre Boy, declaracions aquestes després d'haver rebut el Premi Príncep d'Astúries de Comunicació i Humanitats 2012.

Nintendo va sintetitzar en la dècada de 1980 tots els valors que trobava necessaris comunicar al seu públic amb una atractiva mascota, aquesta mascota no és una altra que el popular lampista bigotón. Provinent del mític videojoc Donkey Kong, Nintendo va convertir al seu personatge protagonista, conegut com a “Jump Man” en el archiconocido Mario. Podria haver escollit a l'igualment famós goril·la Donkey Kong, personatge que compartia popularitat d'igual forma per aquests anys, de fet, el seu nom era ídem del propi videojoc, però el fet que protagonitzés un paper de “dolent”, no li va donar moltes oportunitats per convertir-se en la futura mascota de Nintendo. A partir d'aquest moment l'empresa va començar a crear tot un món de fantasia, totalment interconnectat entre si, en el qual els usuaris finals no eren uns altres que els més petits de la casa, el públic predominant en aquests anys, el qual coincidia amb les visions de futur per a la companyia. Fer créixer a tota una generació amb les seves icones ha estat una de les màximes de Nintendo en qüestió d'estratègia, mètode que actualment segueix emprant amb bons resultats; Super Mario Bros. va ser qui va donar el toc final per triar a Mario com a mascota predominant. A partir de llavors se li va donar l'oportunitat de començar un món paral·lel, amb un atractiu tan fort per al públic que any rere any va ser creixent tant en aparicions com en noves mascotes relacionades amb el lampista. D'altra banda, comprovat l'èxit de Mario com a mascota, capaç de vendre jocs amb tan sol posar la seva imatge en la portada, va fer que multitud de jocs comptessin amb el mateix Mario, amb una mera presència totalment secundària, amb l'objectiu d'atreure a tots els seus seguidors. Veure al lampista dins d'una nau espacial en el Alleyway, de doctor (Doctor Mario) o assegut com a àrbitre i tennista en un partit de tennis (Mario Tennis), es va convertir en alguna cosa normal; Nintendo va cuidar i va potenciar la seva mascota amb tots els seus mitjans disponibles, les maquinitas LCD van passar a tenir-ho com a protagonista i gran part de la publicitat de la companyia es basava en la seva pròpia mascota.

## Política
Nintendo mostra una marcada innovació com a estendard dels seus productes, com va ocórrer amb la Wii que va revolucionar el món dels videojocs amb els sensors de moviment superant majoritàriament en vendes al mercat global amb més de 100 milions de dispositius, mantenint-se al capdavant del mercat als Estats Units l'any 2011. Fins que va arribar Kinect de Microsoft i Play Station Move de Sony que es van inspirar en la idea de Nintendo adaptant-la a les seves consoles. Aquesta política d'oferir alguna cosa diferent s'ha mantingut amb l'arribada de la Nintendo 3DS en 2011, sent la primera consola capaç de mostrar imatges en 3D sense ulleres. Posteriorment en 2012 amb el llançament de Wii O es va seguir reforçant la jugabilitat, i les noves formes d'oferir entreteniment als consumidors per sobre de la potència gràfica del sistema.
Els analistes de borsa del 24/7 Wall Street van fer un llistat d'empreses que es trobaven actualment en crisi econòmica. Entre el llistat es troba Nintendo, Satoru Iwata no ha pogut aconseguir les metes en vendes que s'havien proposat al començament de l'any. Ni els nous jocs per a la seva consola portàtil, ni la reducció de preu que van fer sobre aquesta en el passat mes d'agost, han aconseguit tornar a posar a Nintendo en el cim del mercat.
I a causa de la negativa de Nintendo a entrar al mercat dels dispositius mòbils, que malament que bé li brindaria grans beneficis a curt termini a l'empresa. Aquest pensament pel que sembla desaparecío amb l'arribada de la Wii O, en tenir millors patents que la seva predecessora, aconseguint al final de l'any poc més de 300 milions de dòlars en ingressos recaptats, reduint considerablement percentatge negatiu en el benefici net. A més de que per primera vegada s'introdueix al mercat de la telefonia, creant para telèfons intel·ligents i tabletes, televisió de la sèrie Pokemón i la inauguració de la seva xarxa social, Miiverse.
Últimament, durant les conferències de Nintendo en l'I3, han esmentat la seva preocupació per la cultura esportiva en l'era dels videojocs actual, sent aquesta la raó de molts dels jocs creats per Wii. Afirmen que això ja no és un simple videojoc, sinó que arriba a aportar beneficis a la salut i interès a l'esport, com és el cas de Wii Fit i Wii Sports.